# Adolfo Domínguez
Adolfo Domínguez Fernández is een modemerk, opgericht door de Spaanse modeontwerper en zakenman Adolfo Domínguez Fernández (Puebla de Trives, provincie Ourense; 14 mei 1950). Als hoofdaandeelhouder, met 31,5% in handen, leidde het bedrijf twintig jaar lang tot mei 2020, toen hij het uitvoerende presidentschap overdroeg aan zijn dochter Adriana Domínguez en zitting nam in de Raad van bestuur. 

## Biografie
Nadat hij zijn jeugd in het kleermakersatelier van zijn ouders had doorgebracht, verhuisde hij naar Santiago de Compostela om filosofie en literatuur te studeren. Later woonde hij in Parijs en Londen, waar hij in contact kwam met de milieubeweging en zijn kennis van kunst en film uitbreidde.
In de jaren 1970 keerde hij terug naar Ourense en richtte daar het textielbedrijf op. Hij opende de eerste Adolfo Domínguez-winkel in Spanje. Jaren later trouwde hij met Elena González Álvarez en kreeg drie dochters: Adriana Dominguez, Tiziana Dominguez en Valeria Dominguez. Adriana Dominguez leidt het bedrijf en Valeria Domínguez is lid van de raad van bestuur en leidt het Digital Transformation Committee.
In 2010 werd het Spaanse mode- en parfumbedrijf Puig de op één na grootste aandeelhouder van het bedrijf. 
Twintig jaar lang was Adolfo bestuursvoorzitter van het bedrijf op zich, totdat in mei 2020 werd aangekondigd dat hij het uitvoerende voorzitterschap overdroeg aan zijn oudste dochter Adriana Domínguez.

## Mode
In de jaren 1980 begon het merk aan relevantie te winnen. De AD Mujer-lijn werd gecreëerd en de collecties worden gepresenteerd op de catwalks van Madrid en Parijs. De slogan "La arruga es bella" (Rimpels zijn mooi) markeert een mijlpaal in de geschiedenis van de mode-advertentie in Spanje. Adolfo Domínguez begon zijn expansie met de opening van nieuwe winkels in de Spaanse hoofdstad en Barcelona. Het bedrijf ging internationaal door de hoofdrolspelers van de Noord-Amerikaanse serie Miami Vice te kleden.
Adolfo Domínguez is de eerste Spaanse ontwerper die een parfumcollectie onder zijn eigen naam lanceerde. Later werden nieuwe producten op de markt gebracht: lederwaren, ondergoed en brillen. In 1994 werd de eerste winkel in het buitenland wordt geopend, in Portugal. 
Het jaar 1997 was een belangrijk jaar voor Adolfo Domínguez: zijn bedrijf was het eerste modehuis in Spanje dat naar de beurs ging.
Sinds 2000 heeft het bedrijf nieuwe lijnen gelanceerd: U Chico y Chica (2003), AD+ (2004), Adolfo Domínguez Niños (2004) —winnaar van de prijs voor beste zomercollectie 2006 op de Internationale Kindermodebeurs van Valencia (FIMI)—, Mi Casa (2005), Joyas (2008), Novias (2008), Mascotas (2008), The Music Collection (2009) en U+ (2009).
De laatste jaren zet het bedrijf zijn internationale expansie voort. In 2023 beschikt de groep over 350 verkooppunten in 24 landen, waarvan 53% van het netwerk buiten Spanje, en in het boekjaar 2023-2024 realiseerde ze een omzet van € 114 miljoen. 

## Prijzen en erkenningen
Adolfo Domínguez heeft talloze onderscheidingen ontvangen, waaronder:
- Lifetime Achievement Award — toegekend aan de ontwerper tijdens Miami Fashion Week — ter erkenning van zijn prestaties in de modewereld;
- 1997 Aguja de Oro van het Ministerie van Cultuur van Spanje, als prijs voor culturele bijdrage en artistieke creatie.
- In 2019 werd hem de Premio Nacional de Diseño Moda toegekend door het Ministerie van Cultuur en Sport van de Spaanse regering.